# Glossodoris lamberti
Glossodoris lamberti (Crosse, 1875) è un mollusco nudibranchio della famiglia Chromodorididae.
L'epiteto specifico è un omaggio al naturalista francese Pierre Lambert (1823 - 1903).